# Момчил

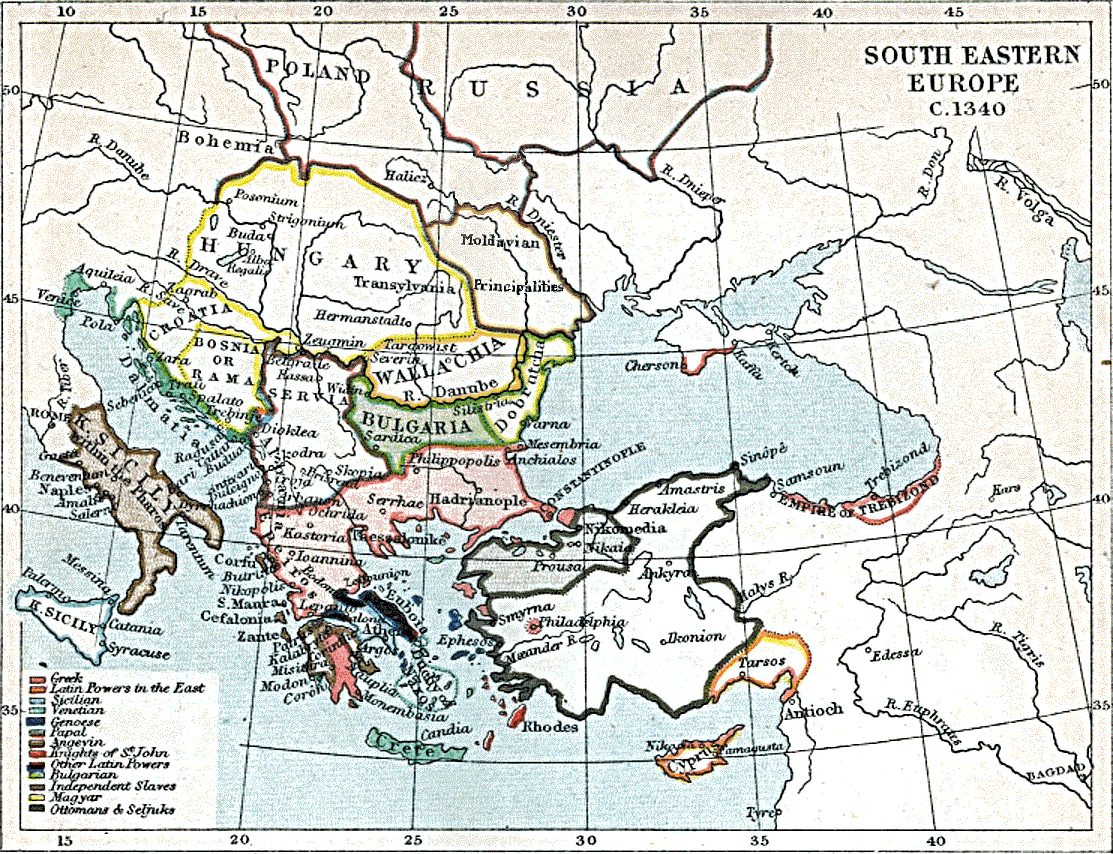
Балканы и Анатолия в 1340 году. Момчил активно действовал в районе, где встречались Византия, Сербия и Болгария.

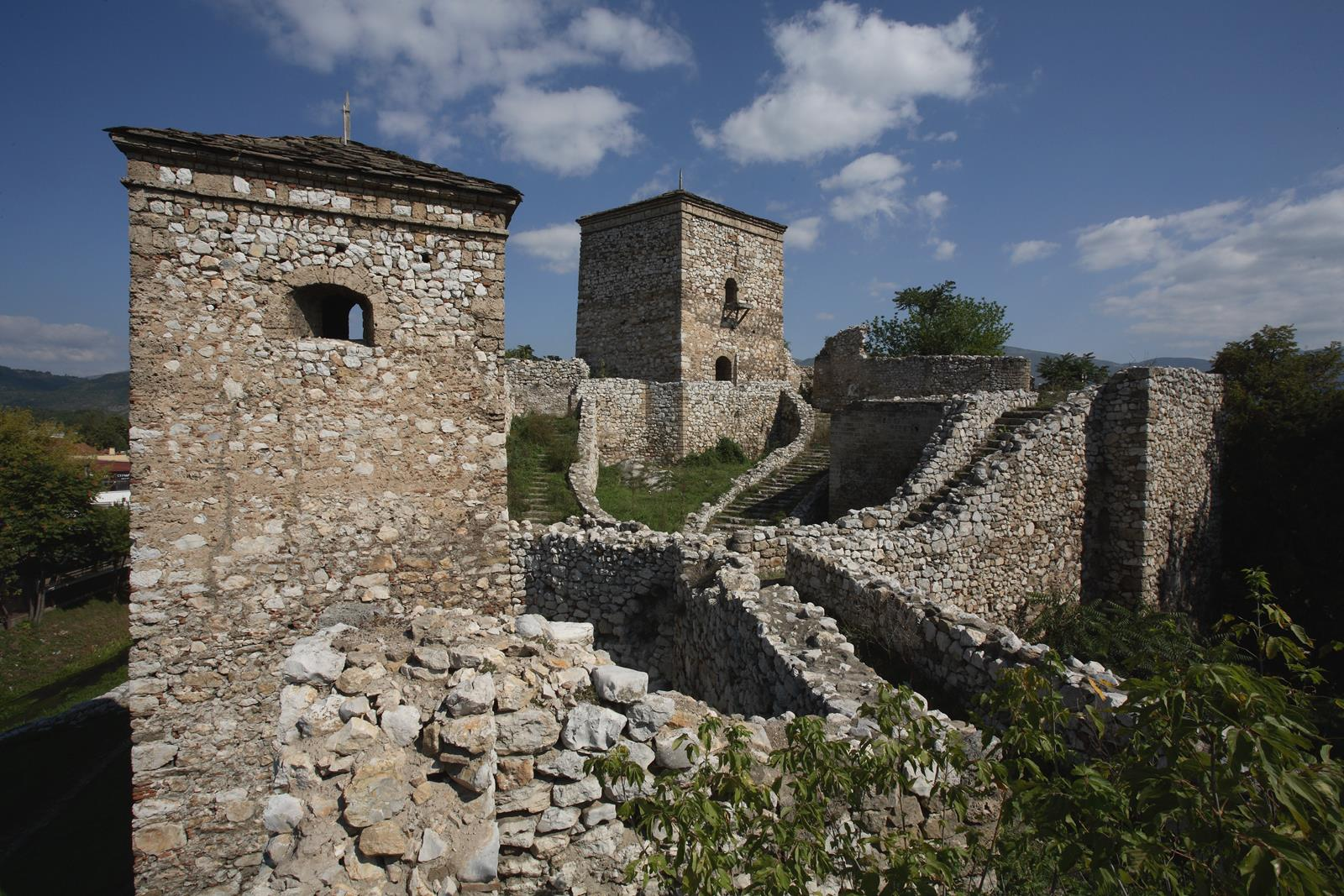
Крепость Момчила в Пироте, Сербия

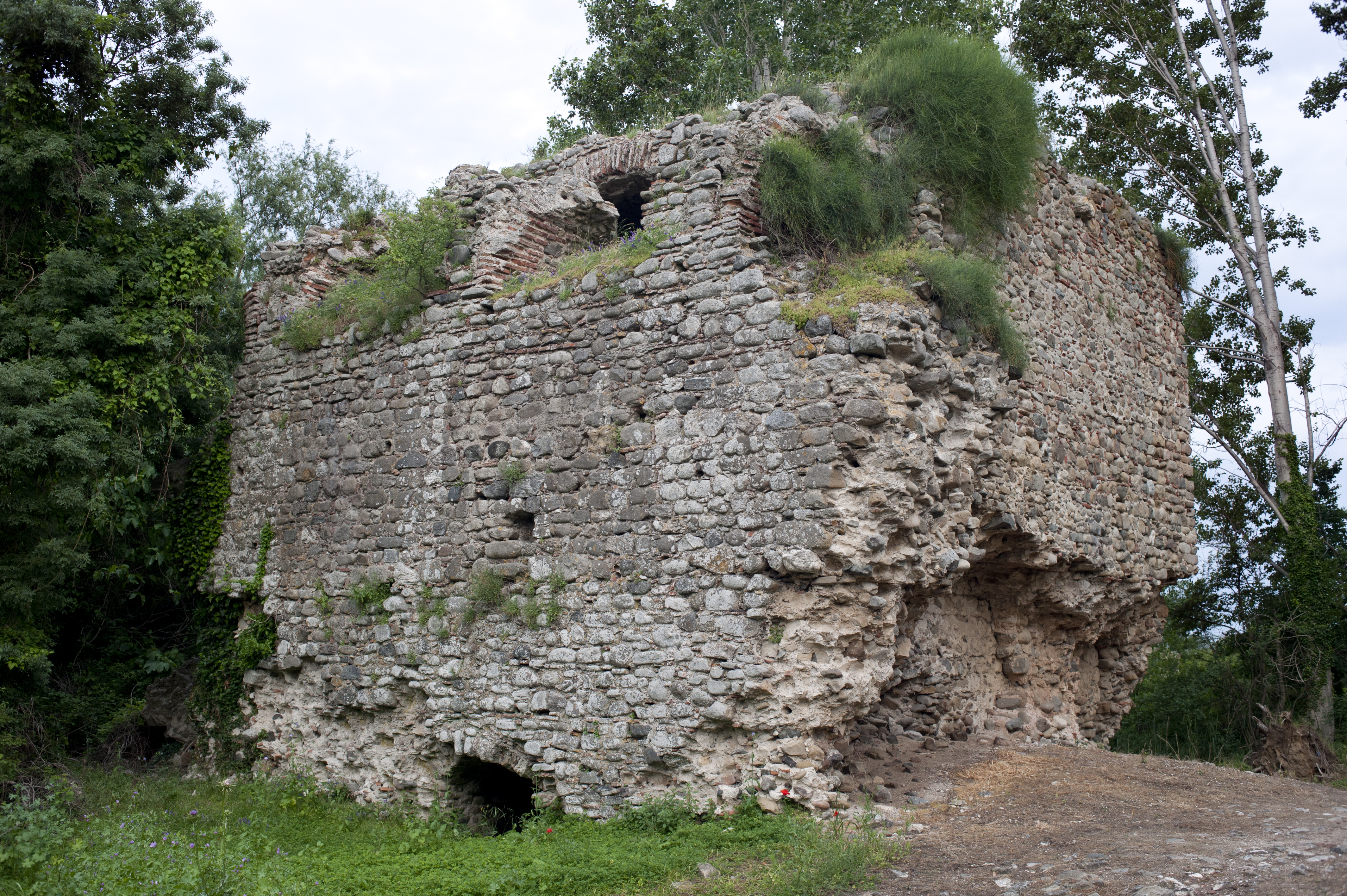
Укрепления в Перитеорионе около Амаксейда, северо-восточная Греция, место последнего сражения Момчила и смерть в 1345 году

Момчил (болг. Момчил), также Момчил Юнак (болг. Момчил юнак) или воевода Момчил (болг. Момчил войвода), в греческих источниках часто Мимитил (р. ок. 1305 года — ум. 7 июля 1345 года) — воевода и независимый болгарский правитель в Родопах и области Меропы, герой южнославянского эпоса.

## Биография
Родился в горах Родопы в незнатной семье. Первоначально известен как разбойник, сколотивший свою шайку, и промышлявший в приграничных с Византией районах Болгарии. Был вытеснен царём Иван Александром на территорию Византии, где продолжил терроризировать окрестности. После этого перебрался в Сербию, где находился на службе у Стефана Душена. После возвращения в Родопы набрал двухтысячное войско, отличавшееся высокой боеспособностью и неустрашимостью, и стал заметной силой во Фракии. Во время гражданской войны в Византии зимой 1344—1345 года поддержал Иоанна Кантакузина, за что получил от него в управление обширные земли в Родопах. Позже перешёл на сторону Алексея Апокавка, за что получил от него титул деспота. В начале 1344 года Момчил порвал с Апокавком, получив от Кантакузина титул севастократора и признав себя его вассалом. Пользуясь беспорядком в Византии Момчил активно расширял свои владения, включив них Ксанфию и Анастасиополь. Весной 1344 году он отказался от поддержки Кантакузина из-за зверств других его союзников — турок и провозгласил себя независимым правителем со столицей в Ксанти. В июне 1344 года он разбил турецкий флот в бухте Портогалос (у Абдеры). Отправленные им ночью лодки сожгли корабли противника, стоявшие на якоре. Вскоре после этого он победил армию Кантакузина у Месинопола (Комотини). В мае 1345 года турки во главе с эмиром Айдына Умуром пришли из Малой Азии на Балканский полуостров и совершили разрушительный налет на болгарскую территорию, захватив множество людей и скота. Вскоре после этого, 7 июля 1345 года войска Момчила потерпели поражение недалеко от своей столицы (Ксанти) в битве у Перитора с превосходящими силами османов под командованием Умура. Момчил погиб в бою. Иоанн Кантакузин включил область Меропа в свои владения.

### Ранняя биография. Участие в византийской гражданской войне
Современники и почти современные хроники описывают Момчила «внешне внушительного», «ростом с двух мужчин» и, по словам турецкого поэта, «напоминающего минарет» человека. Согласно современному источнику, Момчил был уроженцем «приграничной области болгар и сербов», которая в то время располагалась между Родопами и Пиринами. Это подтверждается османскими записями XV века, согласно которым его имя было самым популярным мужским именем в этом регионе. Существует по крайней мере несколько легенд, связывающих его рождение с определённым местом, например, с деревней Факия в Страндже, хотя чётких доказательств нет. В любом случае Момчил имел скромное происхождение, что повлияло на его решение присоединиться к банде разбойников (гайдуков), которая действовала в малоуправляемых приграничных районах между Болгарией, Византией и Сербией.
Преследуемый болгарами незадолго до 1341 г.Момчил бежал в Византию. Он был принят на службу императором Андроником III Палеологом (пр. 1328—1341) в качестве наемника, и ему было поручено защищать территории, которые он ранее разграбил. Однако его разбойническая деятельность не прекратилась. Момчил регулярно совершал набеги на болгарские земли, что негативно отразилось на византийско-болгарских отношениях. Нежеланный византийцами и «ненавистный болгарам», н покинул византийскую армию и бежал в Сербию, чтобы служить её правителю Стефану Душану. В Сербии он сформировал отряд из 2 тыс. болгар и сербов.
Во время византийской гражданской войны 1341—1347 годов Момчил присоединился к войскам Иоанна VI Кантакузина (пр. 1341—1354), который, возможно, знал Момчила во время его пребывания в Сербию в 1342 году. В 1343 году Кантакузин по просьбе местного населения передал Момчилу управление регионом Меропа в Родопских горах, бывшего фактически ничейной землей и населенной кочевыми славянскими разбойниками. По словам самого Кантакузиса, назначение произошло потому, что «[Момчил] принадлежал к той же расе, к которой благосклонно относились бы кочевники, но также и потому, что он не был лишен мужества и смелости в бою и был первоклассным специалистом в грабежах». Будучи наместником Меропы, Момчил собрал армию из 300 кавалеристов и 5 тыс. пехотинцев. Хотя он считал себя способным «выступить против любой стороны в византийской войне», вместе с турецкими войсками Умур-бея он, тем не менее, помогал Кантакузину в 1344 году.
В то время к Момчилу прибыли представители боровшего с Кантакузином константинопольского регентского совета, сумевшие убедить его выступить на их стороне. Полагая, что Кантакузин и его турецкие союзники из эмирата Айдын находятся далеко в восточной Фракии, он атаковал турецкий флот из 15 кораблей возле Портолагоса и потопил три из них. Затем он разбил ещё одно турецкое войско, прибывшее с целью возмездия возле крепости Перитеорион, и разграбил несколько отказавшихся сдаваться городов в этом районе. После этого Момчил вместе с 1 тыс. всадников напал на разбившего лагерь возле Комотини с 60 всадниками Кантакузина. Византийцы были полностью разбиты: лошадь Кантакузина была убита и он получил мощный удар по голове, выжив благодаря шлему. Момчил захватил многих людей Кантакузина, но самому претенденту на трон удалось бежать в суматохе.
Однако вскоре Момчил отправил Кантакузину просьбу о прощении. Последний, не желая отталкивать Момчила и открывать ещё один фронт в тылу, простил его и присвоил ему титул севастократора. Тем не менее Момчил параллельно поддерживал связи с регентстами и даже получил титул деспота от императрицы Анны Савойской.

### Независимое правление. Смерть
Летом 1344 года Момчил окончательно порвал с обеими партиями и вышел из состава Византийской империи. Он провозгласил себя независимым правителем в Родопах и на побережье Эгейского моря, «захватывая города и деревни и представляя себя всемогущим и непобедимым». Со своей армией он захватил Ксанти, которая стала столицей его владений. Болгарский историк Пламен Павлов предполагает, что Момчил был в дружеских отношениях с болгарским царём Иваном Александром (пр. 1331—1371), с которым у него была протяженная граница, и полагает, что они могли согласовывать действия против византийцев..
Однако в конце весны 1345 года Кантакузин, усиленный предположительно 20-тысячным войском из Айдына под командованием Умур-бея, выступил против Момчила. Момчил попросил о помиловании и предложил своё подчинение, но император отказался его слушать.
Две армии встретились возле Перитеориона 7 июля 1345 года. Момчил пытался найти убежище за городскими стенами (ученые спорят, действительно ли он его контролировал), но местные жители закрыли их от него и его людей. Местные жители все же впустили двоюродного брата Момчила Райко вместе с 50 мужчинами, надеясь, что в случае победы это убедит Момчила не мстить городу. В последующем сражении перед городскими стенами силы Момчила использовали разрушенные старые укрепления в качестве первой линии обороны, а городские стены позади них — в качестве второй.
После того как передовые турецкие войска пересекли укрепления и расправились с защитниками, они начали грабить окрестности. Однако, к удивлению Кантакузина и Умур-бея, большинство людей Момчила стояли перед городскими стенами и ещё не участвовали в стычках. Когда византийско-турецкие войска продвигались к ним, Момчил повел войско в бой. Его кавалерия была быстро уничтожена турецкими лучниками, а оставшиеся войска были окружены с трех сторон тяжеловооруженными всадниками. Оставшиеся люди Момчила продолжали бой пешими и по большей части не сдавались, пока их лидер не погиб.
Из уважения к Момчилу Кантакузин пощадил его жену болгарку, которую захватили во время завоевания Ксанти. Он позволил ей бежать в вместе со всем своим имуществом. Однако неизвестно, были ли у Момчила дети от этого брака или прежнего браков. Павлов выдвигает гипотезу, что женой Момчила была дворянка из Тырново, на которой он женился по соглашению с болгарским двором.

## Различные точки зрения на личность Момчила
Часть историков считают Момчила болгарским героем, ставшим первой жертвой в борьбе балканских народов против вторжения турок-османов и подчёркивая его храбрость, приводят как пример для настоящего защитника и правителя страны.
Другая часть отрицает его героизм, осуждает его как разбойника и грабителя, лавирующего в сложной политической ситуации и преследующего только свои собственные интересы.

## Фольклорный герой
Из-за своего впечатляющего вида, борьбы против турок и независимой политики Момчил стал народным героем, защитником Родоп, имеющего крылатого коня и волшебный меч. Одна из наиболее известных песен с его участием называется «Женитьба Вукашина». В ней поётся о предательстве Видославы, жены Момчила, в результате которого он попадает в руки Вулкашина, который убивает его. Когда Вулкашин находит доспехи Момчила и обнаруживает, что они велики ему, он обращается к Видославе со словами «Ты предала такого юнака (героя), предашь и меня» и убивает её, после чего берёт в жены сестру Момчила — Ефросинью. От этого брака рождается Кралевич Марко, общий фольклорный герой сербов и болгар. Ни о Видославе, ни об Ефросиньи не сохранилось никаких исторических сведений. Жену Вулкашина и матерью Марко источники называют Еленой.

## В культуре
В болгарском и южнославянском фольклоре в целом Момчил прославляется в многочисленных песнях и эпических сказаниях как разбойник, защитник народа и выдающийся борец с турками. Некоторые из самых ранних героических песен в болгарской фольклорной традиции посвящены подвигам Момчила. В некоторых фольклорных материалах Момчил, упоминаемый как герцог, выступает в роли дяди ще одного легендарного борца с турками королевича Марко. В фольклорной версии последней битвы Момчила его предает его жена Видослава, а не горожане. С другой стороны, легендарная сестра Момчила Евросима описывается как мать Марко, оказавшая на него большое влияние.
В честь воеводы назван пик Момчил на острове Березина (Южные Шетландские острова) в Антарктиде, а также село Момчиловци и город Момчилград в Болгарии. Любомир Пипков написал оперу «Момчил», рассказывающую о жизни легендарного воеводы. Либретто к опере написано Христовым Радевским по роману Стояна Загорчинова «День последний, день господний». Впервые исполнена в Софии 24 сентября 1948 года. Биография Момчила также вдохновила на создание в 1988 году детского комикса «Повелитель Меропы», в котором рассказывается во многом вымышленная версия его истории.